# Thorvald Nielsen
Thorvald Nielsen, född 14 januari 1891 i Tingsted på Falster, död 26 augusti 1965 i Tisvilde, var en dansk violinist.
Nielsen studerade vid Det Kongelige Danske Musikkonservatorium under Anton Svendsen. Han blev 1914 medlem av Det Kongelige Kapel och stiftade 1924 den efter honom uppkallade Thorvald Nielsen-kvartetten, vars primarius han var, och som gjorde en betydande insats i danskt musikliv. Nielsen var även konsertsolist.